# Коледа с Харолд и Кумар
„Коледа с Харолд и Кумар“ (на английски: A Very Harold & Kumar Christmas) е американска комедия от 2011 г. на режисьора Тод Страус-Шулсън по сценария на Джон Хървиц и Хейдън Шлосбърг. Това е продължението на „Харолд и Кумар: Бягство от Гуантанамо Бей“ (2008) и е третата част от поредицата „Харолд и Кумар“. Във филма участват Джон Чо, Кал Пен и Нийл Патрик Харис.